# カニジルラジオ
『カニジルラジオ』は、2020年10月17日から山陰放送（BSSラジオ）で毎週土曜日12:25 - 12:55に放送されているラジオのトーク番組である。

## 概要
2020年10月17日から放送を開始。鳥取大学医学部附属病院が協賛しており、同病院の会報「カニジル」と連動し、同病院の医療スタッフをはじめ、山陰放送のサービスエリアである鳥取県・島根県にゆかりのある著名人をスタジオに招き、医療現場の最前線の話題や、山陰地方の面白い人々をトークを通して紹介していくというものである。

## 出演者
現在
- メインパーソナリティー:田崎健太（カニジル編集長）、武中篤（鳥取大学医学部付属病院副院長）
- 進行:木野村尚子（山陰放送アナウンサー）

過去
- パーソナリティー:結城豊弘（放送当時讀賣テレビ放送プロデューサー。「カニジル」スーパーバイザー。現:テレビプロデューサー・評論家　「ときどき通行人」という肩書でセミレギュラー的に出演していた）

ゲスト出演した山陰地方ゆかりの主な著名人
- 中井知恵美（ピアニスト）
- 岡野雅行（ガイナーレ鳥取ゼネラルマネージャー）
- 李国秀（元サッカー指導者）
- MALTA（サクソフォンプレイヤー）
- 平井伸治（鳥取県知事）
- 佐々良子（ノンフィクションライター）
- 大﨑洋（吉本興業社長）
- 浜田真理子（シンガーソングライター）
- 市川衛（医療ジャーナリスト）
- 錦織良成（映画監督）
- 古田大輔（グローバルニュースラボティーチング・フェロー）
- 中村治（写真家）